# Stewartara
× Stewartara, (abreviado Stwt) en el comercio, es un híbrido intergenérico entre los géneros de orquídeas Ada x Cochlioda × Odontoglossum. Fue publicado en Orchid Rev. 92(1085) cppo: 9 (1984).